# Trouble in Paradise (album de Randy Newman)
Pour les articles homonymes, voir Trouble in Paradise.
Albums de Randy Newman
Born Again
(1979) Lonely at the Top: The Best of Randy Newman
(1987)
Trouble in Paradise (1983) est le 7e album studio de l'auteur-compositeur-interprète américain de rock Randy Newman.

## Titres de l’album
| No  | Titre                       | Durée |
| --- | --------------------------- | ----- |
| 1.  | I Love L.A.                 |       |
| 2.  | Christmas in Capetown       |       |
| 3.  | The Blues                   |       |
| 4.  | Same Girl                   |       |
| 5.  | Mikey's                     |       |
| 6.  | My Life Is Good             |       |
| 7.  | Miami                       |       |
| 8.  | Real Emotional Girl         |       |
| 9.  | Take Me Back                |       |
| 10. | There's a Party at My House |       |
| 11. | I'm Different               |       |
| 12. | Song for the Dead           |       |

## Musiciens
- Randy Newman - synthétiseur, piano, claviers, chant
- Michael Boddicker - synthétiseur
- Lindsey Buckingham - chant
- Lenny Castro - percussions
- Paulinho Da Costa - percussions
- Nathan East - guitare basse
- Ralph Grierson - piano
- Don Henley - chant
- Rickie Lee Jones - chant
- Neil Larsen - piano
- Arno Lucas - chant
- Steve Lukather - guitare
- Christine McVie - chant
- David Paich - claviers, Fender Rhodes
- Dean Parks - guitare
- Jeff Porcaro - batterie
- Linda Ronstadt - chant
- Bob Seger - chant
- Paul Simon - chant
- Leslie Smith - chant
- Richard Wachtel - guitare
- Wendy Waldman - chant
- Jennifer Warnes - chant